# Lappula heteracantha
Lappula heteracantha là loài thực vật có hoa trong họ Mồ hôi. Loài này được Borbás mô tả khoa học đầu tiên.